# Etokszolamid
Etokszolamid ili Etoksizolamid je sulfonamidni lek koji deluje kao inhibitor karbonatne dehidrataze. On se koristi u lečenju glaukoma, čireva dvanaestopalačnog creva, i kao diuretik. On takođe nalazi primenu u tretmanu pojednih formi epilepsije.

## Spoljašnje veze
|  | Molimo Vas, obratite pažnju na važno upozorenje u vezi sa temama iz oblasti medicine (zdravlja). |